# Pāua

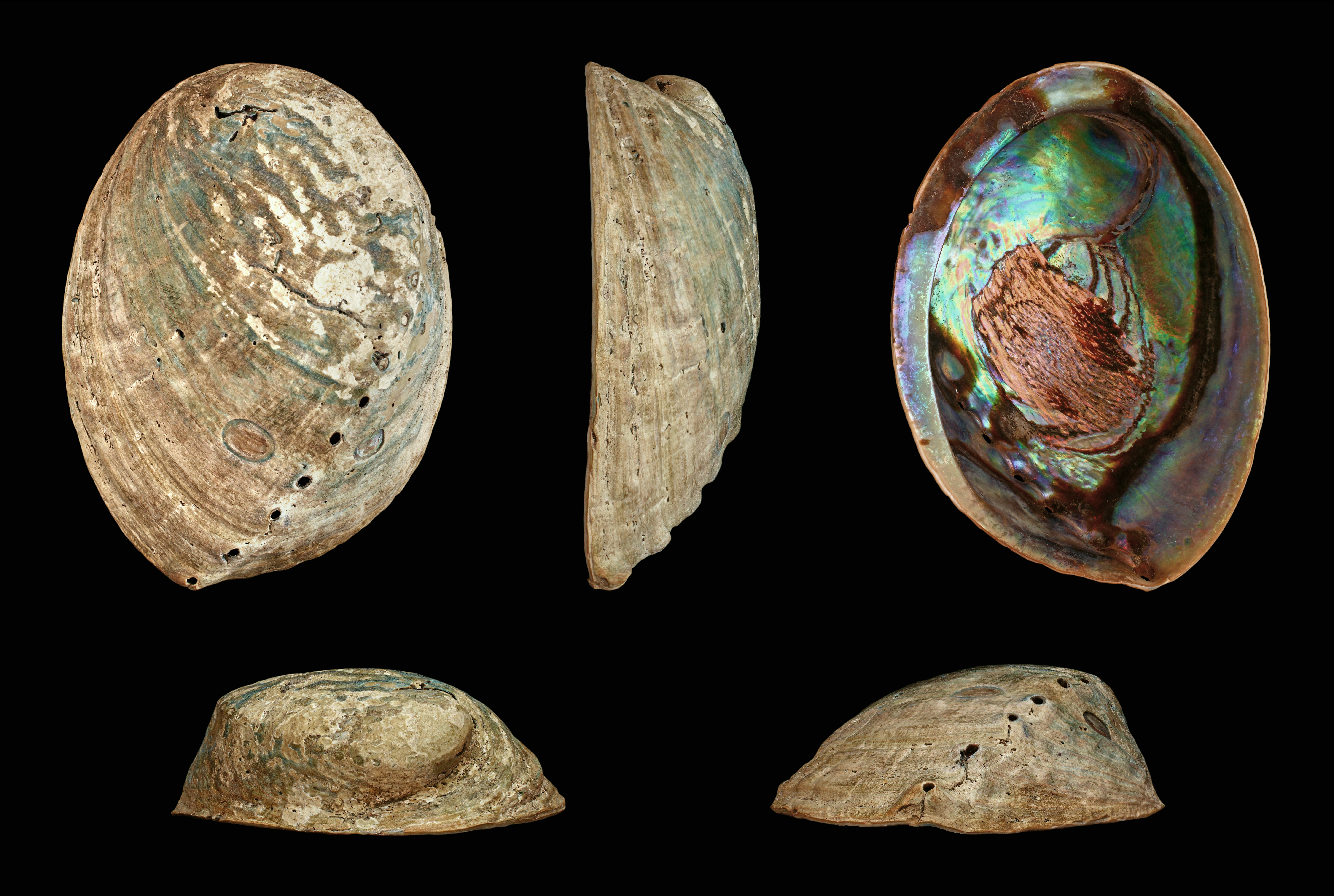
Cinco vistas da concha do blackfoot pāua (Haliotis iris). A maior, a mais comum e a mais conhecida espécie de pāua da Nova Zelândia.

Pāua (em inglês paua, sem acento) é a denominação vernácula dada em língua maori a três espécies de moluscos gastrópodes marinhos do gênero Haliotis, conhecidos em outros locais por abalones, pertencentes à família Haliotidae e endêmicas da zona nerítica da costa da Nova Zelândia, no sudoeste do Pacífico: Haliotis australis, Haliotis iris e Haliotis virginea; as três classificadas por Johann Friedrich Gmelin no ano de 1791.
Suas conchas perfuradas, nacaradas e planispirais, já eram utilizadas pelos maoris como recipientes para a realização e mistura de pigmentos, também sendo usadas em ornamentos de adorno pessoal, elementos decorativos em esculturas, como olhos, e uso em artigos como anzóis; assim como o animal sendo a sua fonte de alimentação.
Dentre as três espécies de pāua, H. iris é a maior, com quase 20 centímetros, a mais comum e a mais conhecida (com H. virginea, de até 7 centímetros, sendo a menor e a menos coletada), participando da atividade econômica da região através do consumo de sua carne, em iguarias de verão, de suas pérolas cultivadas e de adornos e adereços, graças a seu nácar. É também a única espécie de abalone cultivada no país.
Existem restrições legais para protegê-los de sua sobrepesca, sendo possível coletar apenas dez pāua por dia. Conchas de dimensões menores que 12,5 centímetros devem ser retornadas ao mar. Não há permissão para pescá-los com equipamento de mergulho. Apenas uma faca de lâmina fina é necessária para retirá-los das rochas, onde vivem e se fixam, se alimentando de algas. Os maiores, e mais procurados H. iris, por sua carne e concha, provém da ilha Stewart. No entanto, mesmo com todas essas restrições em vigor, a negociação no mercado negro, sobre coletas ilegais, é enorme.

## Espécies de pāua e sua nomenclatura vernácula
| Nome em inglês  | Nome científico    | Outros nomes vernáculos em inglês        | Nomes vernáculos em maori                                                                       |
| --------------- | ------------------ | ---------------------------------------- | ----------------------------------------------------------------------------------------------- |
| blackfoot pāua  | Haliotis iris      | pāua, rainbow abalone, sea opal          | pāua, com o juvenil denominado kararuri                                                         |
| yellowfoot pāua | Haliotis australis | silver pāua, queen pāua, austral abalone | pāua, koeo, mariri, karahiwa, korohiwa, hihiwa, karariwha, kororiwha, pāua korohiwa, kāhiwahiwa |
| whitefoot pāua  | Haliotis virginea  | virgin pāua, virgin abalone              | koio, marapeka, marariwha                                                                       |

As três espécies de pāua neozelandesas receberam a nomenclatura blackfoot, yellowfoot e whitefoot, devido à coloração de seu pé (dispositivo de locomoção ventral), sendo este respectivamente negro, alaranjado e esbranquiçado nas três espécies referidas. Maoris identificam pedaços de conchas por huatea e huauri. Apenas H. virginea possui subespécies, em número de 5: crispata, huttoni, morioria, stewartae e virginea.

## Galeria de imagens

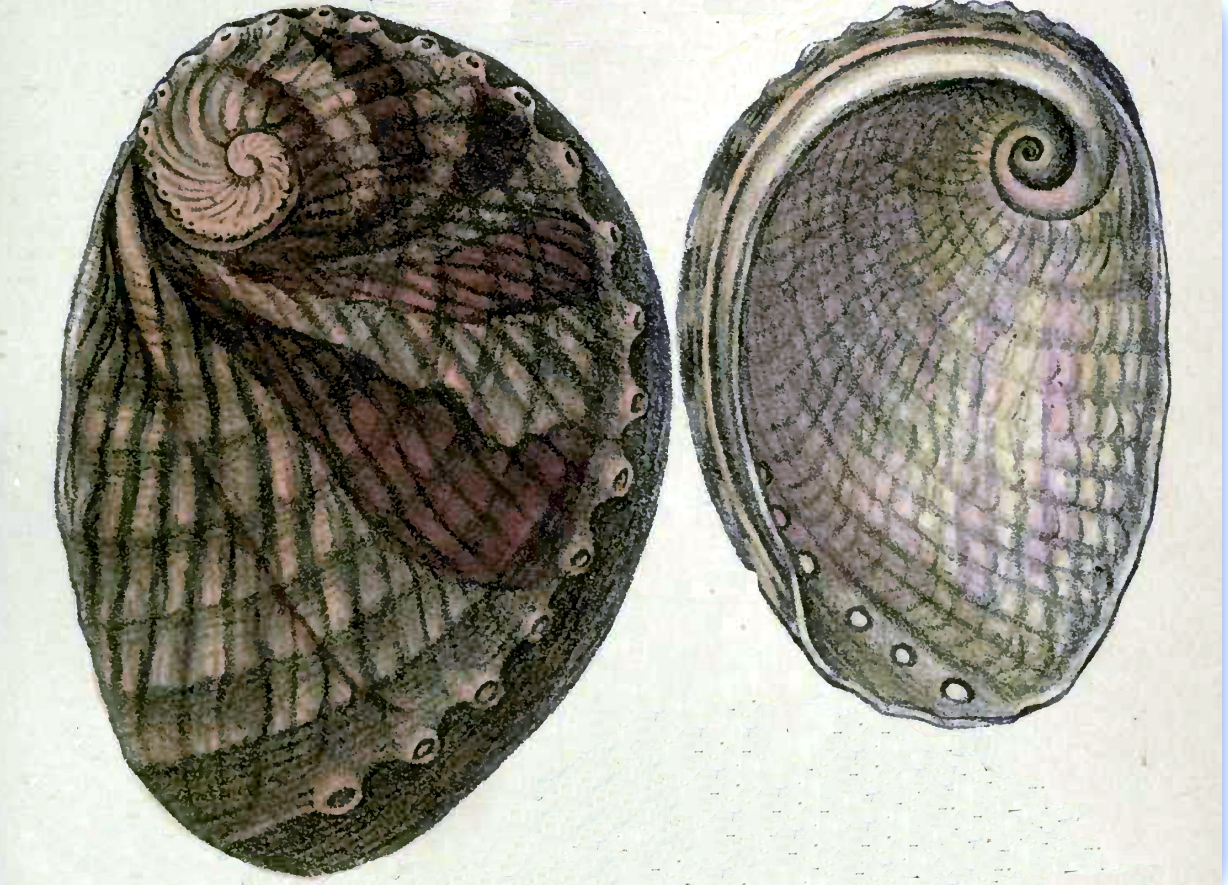
Desenho de H. australis, o segundo maior pāua (em vista superior e inferior), retirado de H.A. Pilsbry (1890) Manual of Conchology XII; Academy of Natural Sciences, Philadelphia, 1890; pl. 20 # 12, 13.
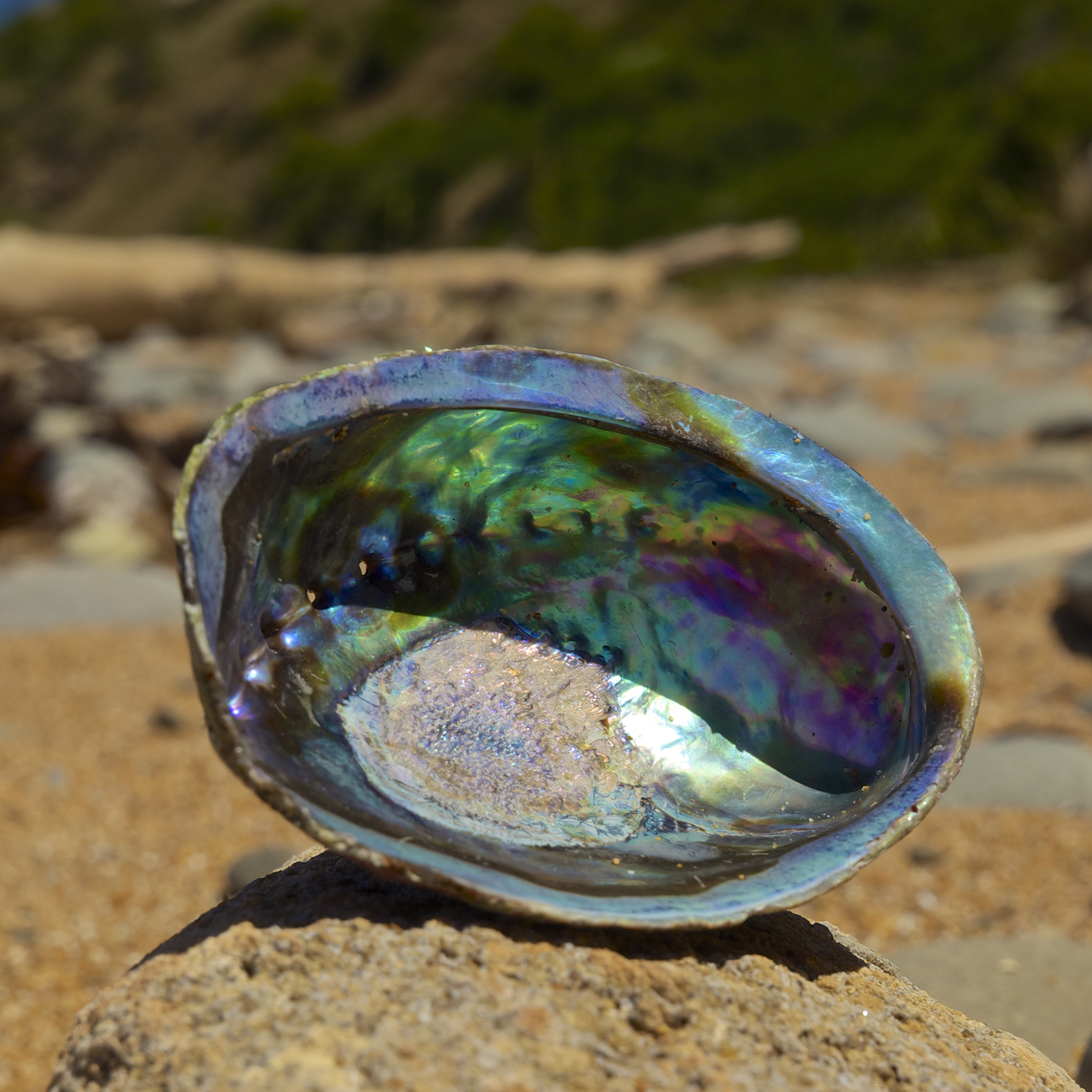
Vista inferior da concha de H. iris, mostrando sua iridescência.
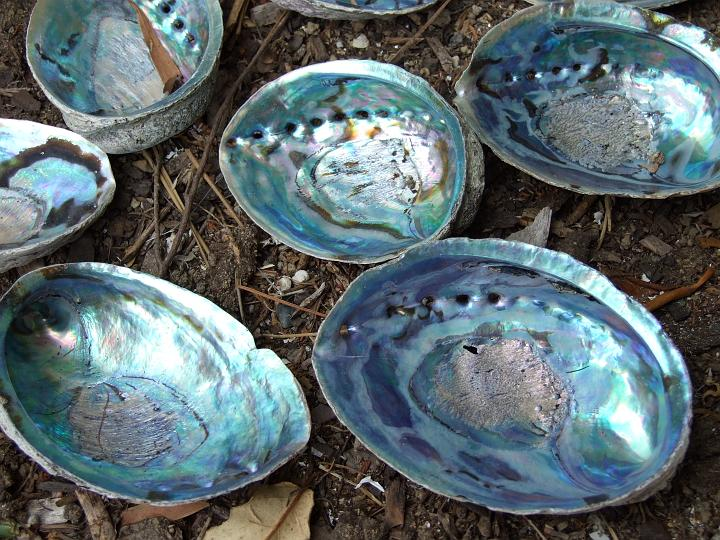
Conchas de pāua, H. iris.
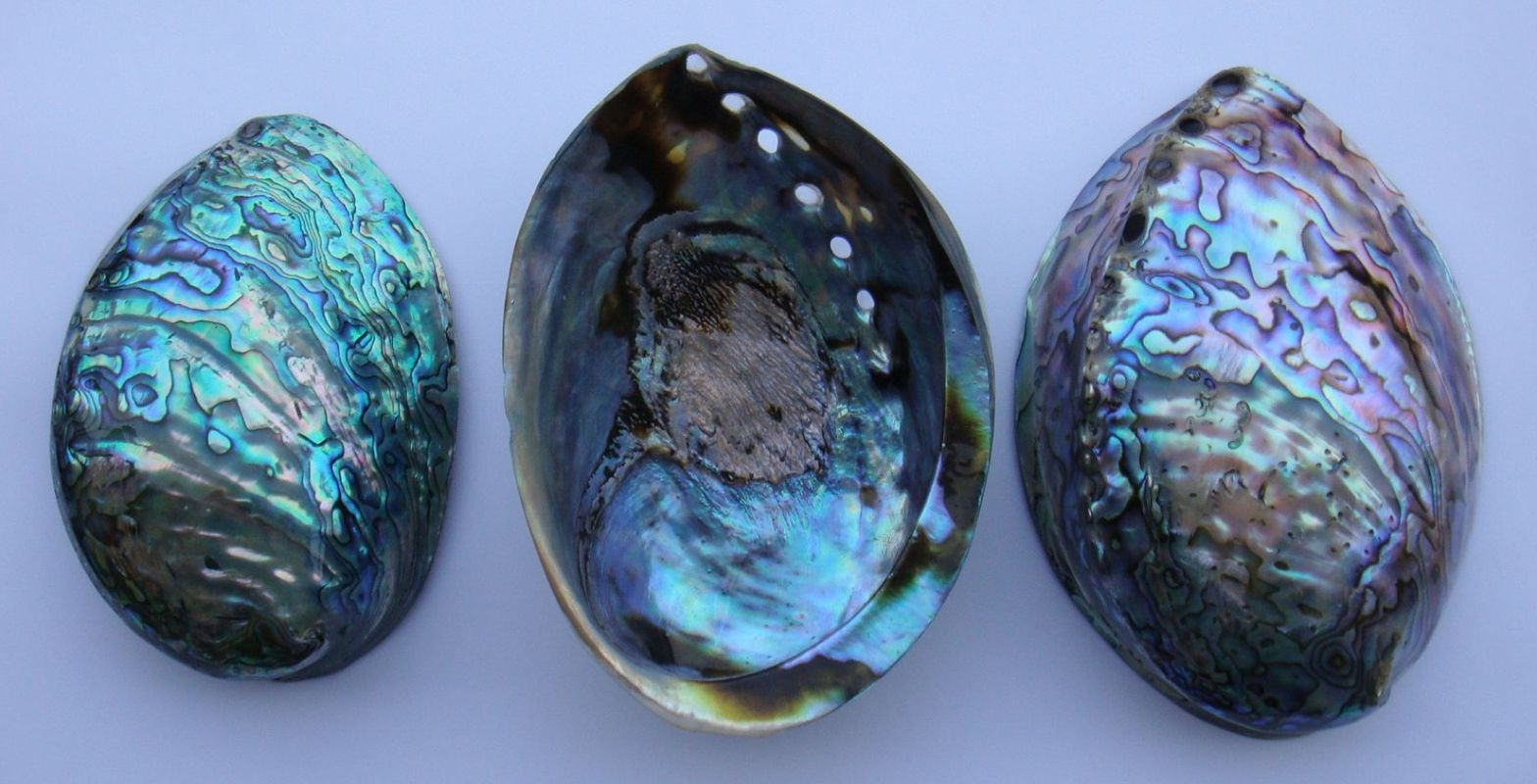
Conchas polidas de pāua, H. iris (rainbow abalone).
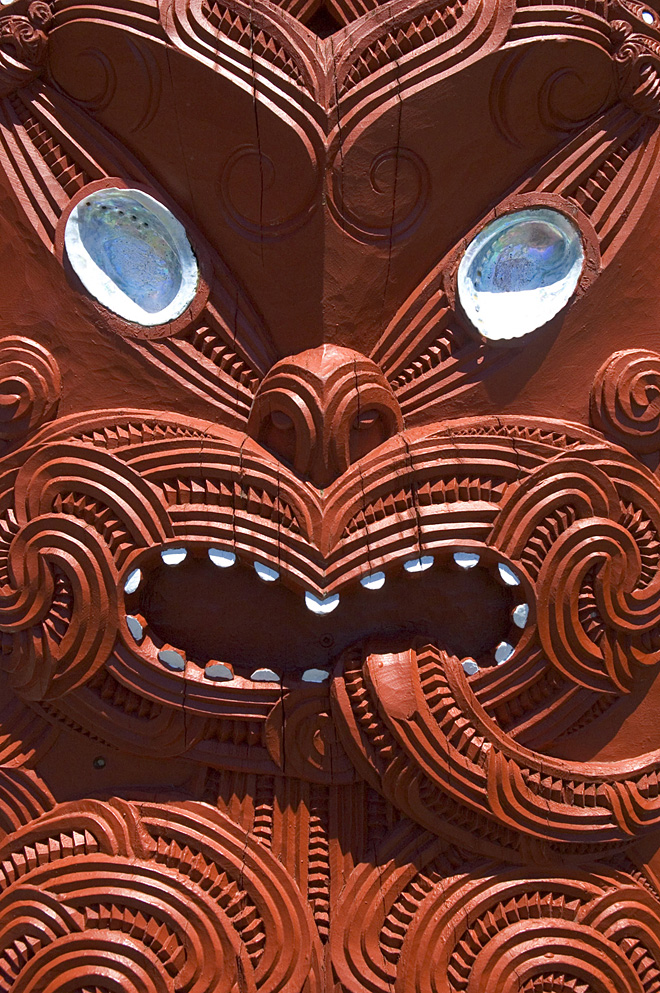
Escultura maori em madeira com dois olhos de pāua. Estes olhos estão associados com as estrelas, ou whetū, os olhos simbólicos de antepassados que olham para baixo no céu noturno.